# Saza (Tanzania)
Saza è una circoscrizione rurale (rural ward) della Tanzania situata nel distretto di Chunya, regione di Mbeya. Conta una popolazione di 6 708 abitanti (censimento 2012).